# 陈鹏年
陈鹏年（1663年—1723年）。字滄洲，字北溟，湖南湘潭（今分水乡）人，清朝前期官員，进士出身。谥恪勤。:38

## 生平
康熙三十年（1691年）辛未科进士，授浙江西安縣知縣。經河道總督張鵬翮推薦，授江南山陽縣知縣，參與河工。遷海州直隶州知州、擢江寧府知府。陳鵬年为官清廉，被民众称为陈青天。四十四年（1705年）被两江总督阿山弹劾，但由于南京市民的抗议和商店罢市而平安无事。康熙四十五年，自江宁入馆纂《御选宋金元明四朝诗》，認識顾嗣立，日後交往甚密。康熙六十年（1721年）任河道总督，六十一年（1722年）兼任漕运总督。雍正元年正月“朔有五日”，卒于武陟河道总督任上。著有《道荣堂文集》。卒諡恪勤，入祀河南、江寧名宦祠。《清史稿》有傳。

## 延伸阅读
[在维基数据编辑]
 《清史稿·卷277》，出自趙爾巽《清史稿》
 在维基共享资源阅览影像